# Lista de treinadores e presidentes do Olympique de Marseille
Neste anexo estão as listas completas dos treinadores e presidentes do Olympique de Marseille ao longo dos anos.

## Treinadores
Já treinaram o Marseille, além da predominância francesa, húngaros, brasileiros, italianos, croatas, alemães belgas, espanhóis, iugoslavos e mais. O treinador mais bem sucedido foi Raymond Goethals, que conquistou a Liga dos Campeões e dois Campeonatos Franceses. Já o que mais permaneceu em Marselha foi Henri Roessler, de 1950 a 1954.
Legenda:
     Treinador efetivo
     Treinador interino
| Período | Treinador          |
| ------- | ------------------ |
| 1923–24 | Peter Farmer       |
| 1925–29 | Victor Gibson      |
| 1929–32 | Gilles Tanguy      |
| 1932–33 | Charlie Bell       |
| 1933–35 | Vincent Diettrich  |
| 1935–38 | József Eisenhoffer |
| 1938–39 | Willy Kohut        |
| 1938–39 | André Gascard      |
| 1939–41 | József Eisenhoffer |
| 1941–42 | André Gascard      |
| 1942    | Paul Seitz         |
| 1942–43 | André Blanc        |
| 1942–43 | Joseph Gonzales    |
| 1943–44 | Laurent Henric     |
| 1944    | Joseph Gonzales    |
| 1944–46 | Paul Wartel        |
| 1946–47 | Jules Dewaquez     |
| 1947–49 | Giuseppe Zilizzi   |
| 1949–50 | Auguste Jordan     |
| 1950–54 | Henri Roessler     |
| 1954–56 | Roger Rolhion      |
| 1956–58 | Jean Robin         |
| 1958    | Giuseppe Zilizzi   |
| 1958–59 | Louis Maurer       |
| 1959–62 | Lucien Troupel     |
| 1962    | Otto Glória        |
| 1962    | Armand Penverne    |
| 1962–63 | Luis Miró          |
| 1963–64 | Jean Robin         |
| 1964–66 | Mario Zatelli      |
| 1966–68 | Robert Domergue    |
| 1968    | Jean Djorkaeff     |
| 1968–70 | Mario Zatelli      |
| 1971–72 | Lucien Leduc       |
| 1972    | Mario Zatelli      |
| 1972–73 | Kurt Linder        |

| Período | Treinador          |
| ------- | ------------------ |
| 1973    | Mario Zatelli      |
| 1973    | Joseph Bonnel      |
| 1973–74 | Fernando Riera     |
| 1974–76 | Jules Zvunka       |
| 1976–77 | José Arribas       |
| 1977    | Jules Zvunka       |
| 1977-78 | Ivan Marković      |
| 1978–80 | Jules Zvunka       |
| 1980    | Jean Robin         |
| 1980–81 | Albert Batteux     |
| 1981–84 | Roland Gransart    |
| 1984    | Žarko Olarević     |
| 1984–85 | Pierre Cahuzac     |
| 1985–86 | Žarko Olarević     |
| 1986–88 | Gérard Banide      |
| 1988–90 | Gérard Gili        |
| 1990    | Franz Beckenbauer  |
| 1991    | Raymond Goethals   |
| 1991    | Tomislav Ivić      |
| 1991–92 | Raymond Goethals   |
| 1992    | Jean Fernandez     |
| 1992–93 | Raymond Goethals   |
| 1993–94 | Marc Bourrier      |
| 1994    | Gérard Gili        |
| 1994–95 | Henri Stambouli    |
| 1995    | Luka Peruzović     |
| 1995–97 | Gérard Gili        |
| 1997–99 | Rolland Courbis    |
| 1999–00 | Bernard Casoni     |
| 2000    | Abel Braga         |
| 2000    | Albert Emon        |
| 2000    | Christophe Galtier |
| 2000–01 | Javier Clemente    |
| 2001    | Tomislav Ivić      |
| 2001    | José Anigo         |

| Período | Treinador            |
| ------- | -------------------- |
| 2001    | Josip Skoblar        |
| 2001    | Marc Lévy            |
| 2001    | Tomislav Ivić        |
| 2001    | Zoran Vujović        |
| 2001–02 | Albert Emon          |
| 2002–04 | Alain Perrin         |
| 2004    | José Anigo           |
| 2004    | Jean-Philippe Durand |
| 2004–05 | Philippe Troussier   |
| 2005–06 | Jean Fernandez       |
| 2006–07 | Albert Emon          |
| 2007–09 | Eric Gerets          |
| 2009-12 | Didier Deschamps     |
| 2012–13 | Élie Baup            |
| 2013    | Franck Passi         |
| 2013–14 | José Anigo           |
| 2014    | Franck Passi         |
| 2014–15 | Marcelo Bielsa       |
| 2015    | Franck Passi         |
| 2015–16 | Míchel               |
| 2016    | Franck Passi         |
| 2016–19 | Rudi Garcia          |
| 2019–21 | André Villas-Boas    |
| 2021    | Nasser Larguet       |
| 2021–   | Jorge Sampaoli       |

## Presidentes
| Período | Treinador                  |
| ------- | -------------------------- |
| 1899–02 | René Dufaure de Montmirail |
| 1902–05 | Arnold Bideleux            |
| 1905–08 | Gabriel Dard               |
| 1908–09 | Arnold Bideleux            |
| 1909–21 | Paul Le Cesne              |
| 1921–24 | Marino Dallaporta          |
| 1924–35 | Gabriel Dard               |
| 1935–38 | Henri Raynaud              |
| 1938    | Gabriel Dard               |
| 1938–45 | Marcel Constant            |
| 1945    | Pierre Robin               |
| 1945–51 | Louis-Bernard Dancausse    |
| 1951–54 | Marcel Constant            |
| 1954–56 | Louis Aillaud              |
| 1956–63 | Saby Zaraya                |
| 1963–65 | Jean-Marie Luciani         |
| 1965–72 | Marcel Leclerc             |
| 1972–74 | René Gallian               |
| 1974–77 | Fernand Méric              |

| Período   | Treinador                                 |
| --------- | ----------------------------------------- |
| 1977–78   | Norbert d'Agostino                        |
| 1978–80   | René Gallian                              |
| 1980–81   | Christian Carlini                         |
| 1981      | Hamlet Setta                              |
| 1981–86   | Jean Carrieu                              |
| 1986–94   | Bernard Tapie                             |
| 1994–95   | Pierre Cangioni                           |
| 1995      | Bernard Caïazzo                           |
| 1995      | Jean-Michel Ripa                          |
| 1995      | Jean-Claude Gaudin                        |
| 1995–96   | Jean-Claude Gaudin e Jean-Michel Roussier |
| 1996–1999 | Robert Louis-Dreyfus                      |
| 1999–00   | Yves Marchand                             |
| 2000–02   | Robert Louis-Dreyfus                      |
| 2002–05   | Christophe Bouchet                        |
| 2005–09   | Pape Diouf                                |
| 2009–11   | Jean-Claude Dassier                       |
| 2011–2016 | Vincent Labrune                           |
| 2016      | / Giovanni Ciccolunghi                    |
| 2016–2021 | Jacques-Henri Eyraud                      |
| 2021–     | Pablo Longoria                            |